# بخش مرکزی شهرستان جاجرم
بخش مرکزی شهرستان جاجرم یکی از بخش‌های شهرستان جاجرم در استان خراسان شمالی ایران است.

## تقسیمات کشوری
- بخش مرکزی شهرستان جاجرم
  - دهستان گلستان (جاجرم)
  - دهستان میان دشت (جاجرم)

شهر: گرمه جاجرم و درق.

## جمعیت
بنابر سرشماری مرکز آمار ایران، جمعیت بخش مرکزی شهرستان جاجرم در سال ۱۳۸۵ برابر با ۴۰۵۴۸ نفر بوده‌است.